# Hans Gillisz. Bollongier

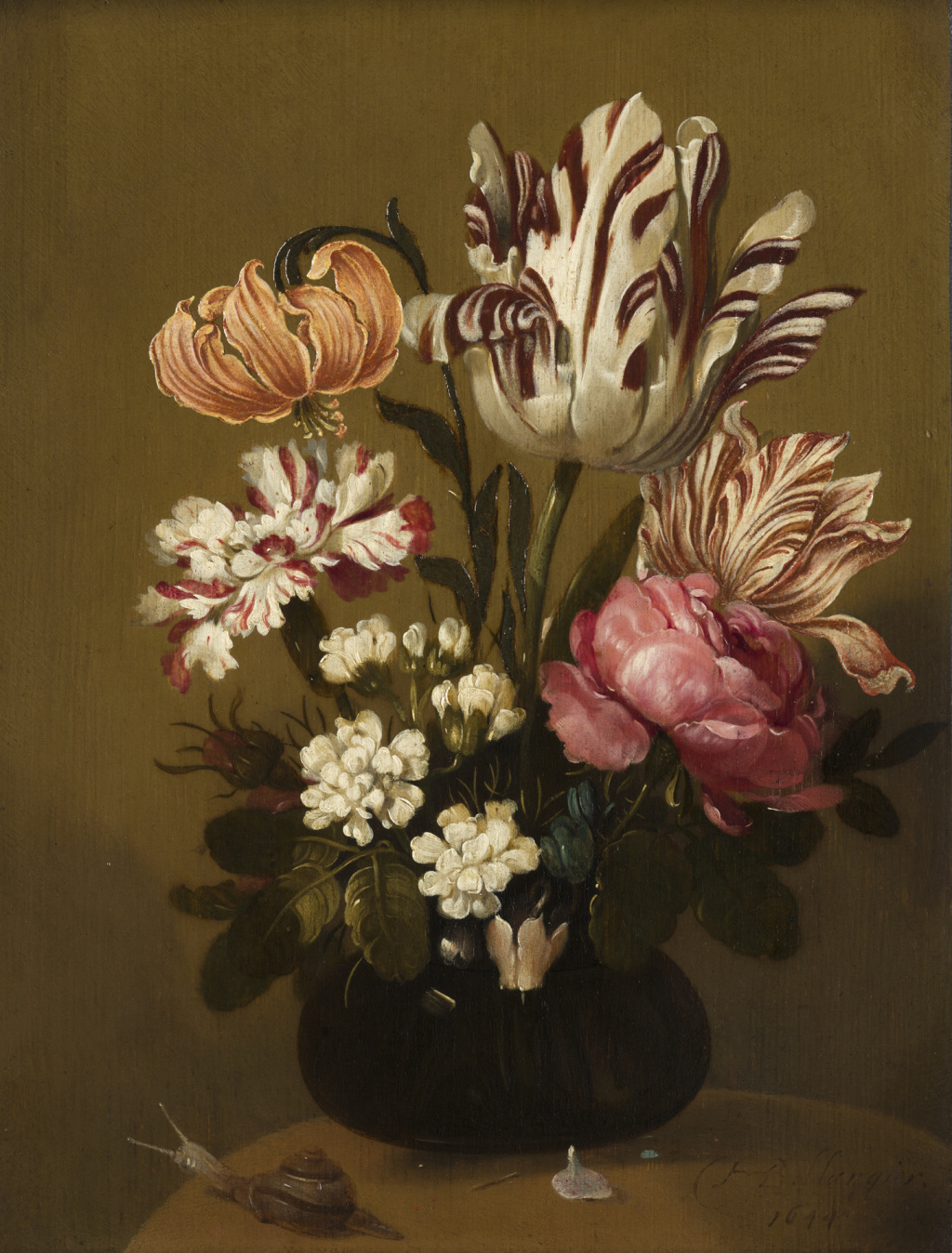

Hans Gillisz. Bollongier o Boulenger (Haarlem, 1600- Haarlem, 1645) pintor neerlandés de naturalezas muertas. Se especializó en representar ramos de flores, a veces de grandes dimensiones.